# Glänzende Dolchschnecke

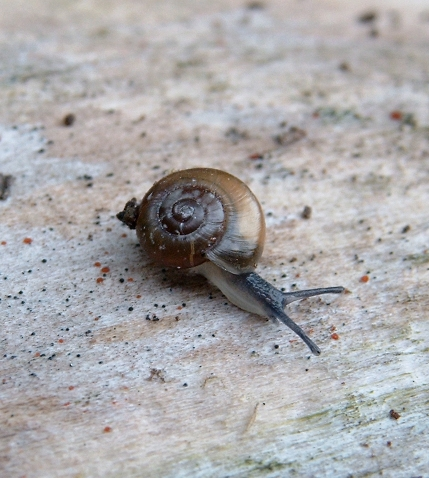
Lebendbild

Die Glänzende Dolchschnecke (Zonitoides nitidus) ist eine Schneckenart aus der Unterordnung der Landlungenschnecken (Stylommatophora). Die in weiten Teilen Europas vorkommende Art wurde anthropogen auch nach Nordamerika verschleppt.

## Merkmale
Das Gehäuse ist niedrig-kegelförmig und rechts gewunden. Es misst 6 bis 7 mm im Durchmesser, bei einer Höhe bis 3,5 mm. Es hat 4,5 schwach gewölbte Umgänge, die weit und regelmäßig gewunden sind und langsam zunehmen. Dadurch entsteht ein vergleichsweise weiter Nabel (für eine Art der Familie der Dolchschnecken), er nimmt etwa 20 % der Gehäusebreite ein. Die schräg zur Windungsachse stehende Mündung ist leicht abgeflacht-elliptisch, oben durch die vorige Windung angeschnitten. Der Mündungsrand ist gerade und scharf zulaufend.
Das Gehäuse ist rotbraun bis dunkelrotbraun; außen kräftig unregelmäßig gestreift und glänzend. Beim lebenden Tier fällt die Gehäusefarbe fast schwarz aus, da das Gehäuse durchscheinend ist und durch den blaugrauen bis fast schwarzen Körper des Tieres wesentlich dunkler erscheint. Kurz vor der Mündung scheint die orangerote Mantelranddrüse durch die Schale durch. 
Im zwittrigen Geschlechtsapparat tritt der Samenleiter (Vas deferens) in den sehr kurzen Epiphallus ein. Der Penis ist subzylindrisch mit einem konischen Endstück im Inneren, das von einem Kalkplättchen bedeckt ist. Die innere Oberfläche des Penis hat geglättete axiale Falten. Die Tiere besitzen einen Liebespfeil zur Stimulation des Partners (Name!), dieser sitzt in einem Pfeilsack. Pfeilsack und Penis sind von einer dünnen, transparenten Gewebehülle umgeben. Der Penisretraktormuskel setzt etwa mittig am Penis an. Der freie Eileiter (Ovidukt) ist lang, besetzt mit der perivaginalen Drüse. Die Spermathek besitzt einen langen, dünnen Stiel, der zwischen Penis und freiem Eileiter ansetzt. Ein zusätzlicher Leiter verbindet den Penis mit diesem Stiel, ein weiterer Leiter auch mit der Vagina. Das Reservoir (Blase) erreicht fast die Albumindrüse (Eiweißdrüse).

## Ähnliche Arten
Die Britische Dolchschnecke (Zonitoides excavatus) ist im Durchschnitt kleiner und enger gewunden mit einem weiteren Nabel. Die Glänzende Dolchschnecke hat außerdem eine etwas größere Mündung.

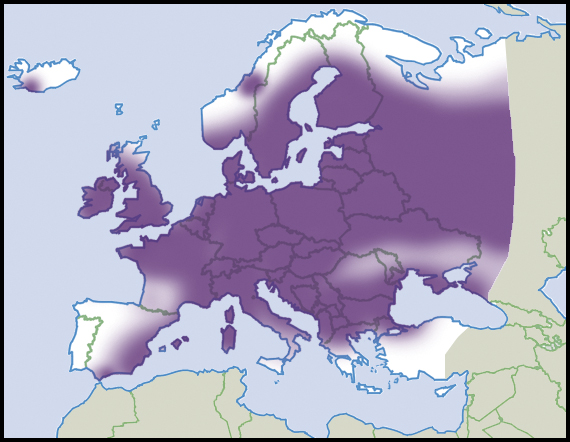
Verbreitungsgebiet der Glänzenden Dolchschnecke in Europa (nach Welter-Schultes)

## Geographische Verbreitung und Lebensraum
Die Art kommt in ganz Europa mit Ausnahme von Nordskandinavien und Nordwestspanien und Portugal vor. Im Osten reicht das Verbreitungsgebiet bis nach Sibirien, im Süden bis Nordwestafrika. Sie ist auch nach Nordamerika und Island sowie Neuseeland verschleppt worden (und wahrscheinlich auch noch in andere Regionen). Nach anderen Arbeiten hat sie eine holarktische Verbreitung. In der Schweiz steigt sie bis auf 2.100 m über Meereshöhe an.
Die Art lebt auf nassen Wiesen, Schilfgürteln von Seen und Flüssen, an Sümpfen und in Auwäldern, meistens in der Nähe von Wasser. Sie ist in diesen Lebensräumen ausgesprochen häufig.

## Lebensweise
Die Tiere ernähren sich von verrottendem Pflanzenmaterial, Pilzen und frischen krautigen Pflanzen. Besonders im Sommer attackiert und frisst die Glänzende Dolchschnecke auch andere kleinere Schnecken, besonders die in ihrem Lebensraum vorkommende Kleine Sumpfschnecke (Galba truncatula). Die Eier werden von Juni bis Oktober abgelegt. Sie sind von einer Kalkhülle umschlossen, etwas abgeplattet und messen einen bis 1,6 mm im Durchmesser. Es werden kleine Gelege von 2 bis 8 Eiern abgelegt. Insgesamt werden drei bis vier derartige Gelege produziert mit insgesamt bis zu 30 Eiern. Die Jungschnecken schlüpfen in Abhängigkeit von der Temperatur nach 21 bis 27 Tagen. Sie besitzen bereits ein Gehäuse mit 1½ Windungen. Im Durchschnitt wird pro Monat etwa eine Windung gebildet. Die Tiere, die sich fortgepflanzt haben, sterben in der Regel im Spätherbst. Die in diesem Jahr geschlüpften Tiere, die früh geschlüpften Individuen können bereits 4 bis 4½ Windungen haben, überwintern. Kleinere Tiere, die vor der Winterruhe erst zwei oder drei Windungen gebildet haben, überwintern meist ein zweites Mal. In der Regel werden die Tiere ein Jahr alt, seltener und im Fall einer zweiten Überwinterung auch 15 bis 16 Monate, sehr selten überwintern sie ein zweites Mal.

## Taxonomie
Das Taxon wurde bereits 1774 von dem dänischen Naturforscher Otto Friedrich Müller in der ursprünglichen Kombination Helix nitidus aufgestellt. Es ist die Typusart der Gattung Zonitoides Lehmann, 1862. Das Taxon ist allgemein anerkannt.
Manche Autoren untergliedern die Gattung Zonitoides in fünf Untergattungen. In dieser Gliederung ist Zonitoides (Zonitoides) nitidus auch die Typusart der Nominatuntergattung Zonitoides (Zonitoides) Lehmann, 1863.

## Gefährdung
Die Bestandssituation wird von der IUCN nicht bewertet. In Deutschland gilt sie als nicht gefährdet.